# Jørgen Elers
Jørgen Elers, född 1647 i Helsingborg, död 1692, var en dansk ämbetsman.
Elers var son till den tyskfödde handelsmannen och borgmästaren Eggert Elers. Som 17-åring sändes han till sin moster i Helsingör och avslutade sin utbildning vid skolan i Roskilde. Efter utrikes resor inträdde han 1672 vid danska kansliet och blev slutligen etatsråd.
Elers bröts fullständigt ned av att hans båda barn omkom vid operabranden i Köpenhamn 1689. Han donerade därefter hela sin förmögenhet till välgörande ändamål, huvuddelen till Elers' Kollegium i Köpenhamn, där medellösa studenter kunde erhålla fri bostad.